# Was willst du dich betrüben
Was willst du dich betrüben (in tedesco, "Perché dovresti addolorarti"), BWV 107, è una cantata sacra di Johann Sebastian Bach. La compose a Lipsia per la settima domenica dopo la Trinità. Essa venne eseguita per la prima volta il 23 luglio 1724. La cantata è basata sulle parole di Johann Heermann del testo Was willst du dich betrüben del 1630. 
Bach ha strutturato la cantata, la settima del suo ciclo di cantate corali, in sette movimenti: due movimenti corali di cornice, un recitativo e un'insolita sequenza di quattro arie bipartite. Questa cantata l'unica conosciuta del suo ciclo che ha mantenuto invariate le parole originali.

## Storia e testo
Le letture prescritte per la domenica sono tratte dall'Epistola ai Romani: "Parlo in termini umani a causa dei vostri limiti umani [...] il salario del peccato è la morte; ma il dono di Dio è la vita eterna" (Romani 6:19– 23), e dal Vangelo di Marco, il pasto dei quattromila (Marco 8,1–9).
La cantata si basa sull'inno in sette strofe di Johann Heermann, "Was willst du dich betrüben" del 1630, che è incentrato sulla fiducia in Dio, anche di fronte ad avversari tra cui il diavolo. La fiducia in Dio è anche un tema del Vangelo. Insolitamente per una cantata corale del secondo ciclo, il testo non viene modificato nei movimenti centrali, ma mantenuto per omnes versus (per tutte le strofe). I movimenti centrali sono, invece, composti da un recitativo e quattro arie. Ai tempi di Bach questa organizzazione compositiva era decisamente antiquato per i gusti dell'epoca. Lo aveva usato una volta molto prima, nel 1707, in Christ lag in Todes Banden, BWV 4, e poi di nuovo più tardi, nel 1726, in Gelobet sei der Herr, mein Gott, BWV 129, sebbene non fosse stato ripetuto durante il secondo ciclo. 
John Eliot Gardiner presuppone che Bach si sia imposto questa restrizione, come aveva fatto con la restrizione di collocare il cantus firmus nel soprano, nel contralto, nel tenore e nel basso nelle prime quattro cantate del ciclo. Sempre Gardiner commenta il "progetto seicentesco" di comporre il testo corale invariato, rispetto alle ambientazioni dei suoi colleghi Stölzel, Telemann e Graupner:
(John Eliot Gardiner nelle note del disco Bach: Cantatas Nos 9, 107, 170, 186 & 187 (Cantatas Vol 4))
I corali nella pubblicazione di Heermann Devoti musica cordis (Musica di un cuore devoto) del 1630, tra i quali includeva anche "Herzliebster Jesu, was hast du verbrochen", il primo corale della Passione secondo Matteo di Bach, sono stati descritti come "i primi in cui la corretta e l'elegante versificazione di Opitz fu applicata a soggetti religiosi, […] caratterizzati da una grande profondità e tenerezza di sentimenti, da un intenso amore per il Salvatore e da un'umiltà sincera ma non consapevole".

## Organico e movimenti
Bach ha strutturato la cantata in sette movimenti, iniziando con una fantasia corale e terminando con un corale di chiusura, come di solito nelle sue cantate corali, ma con una sequenza centrale insolita, composta da un solo recitativo e quattro arie. Lo ha composto per tre solisti vocali (soprano, tenore e basso) un coro a quattro voci e un un'orchestra da camera barocca, con un corno da caccia per supportare la melodia corale nella parte esterna, due flauti traversi, due oboi d'amore, due violini, due viole, e basso continuo
1. Coro: Was willst du dich betrüben
2. Recitativo (basso): Denn Gott verlässet keinen
3. Aria (basso): Auf ihn magst du es wagen
4. Aria (tenore): Wenn auch gleich aus der Höllen
5. Aria (soprano): Es richt's zu seinen Ehren
6. Aria (tenore): Darum ich mich ihm ergebe
7. Corale: Herr, gib, daß ich dein Ehre